# Sōsuke Aizen
Sōsuke Aizen (藍染 惣右介 Aizen Sōsuke?) es un personaje del manga y anime Bleach, siendo el principal antagonista de la historia, hasta el final de la saga Arrancar. En principio Capitán de la Quinta División siendo por aquel entonces su teniente Momo Hinamori, develará más adelante una conspiración para acabar con toda la Sociedad de Almas.

## Apariencia
Aizen es un hombre alto, de cabello y ojos castaños. En la Sociedad de Almas llevaba unas gafas negras y un peinado con raya en el sector derecho de su cabeza, que le conferían un aspecto amable. Sin embargo, al mostrar sus verdaderas intenciones y marcharse al Hueco Mundo, Aizen cambia radicalmente de aspecto, rompiendo su haori de capitán, que en su caso tenía anchas mangas, desechando los lentes y cambiando a un peinado hacia atrás con un mechón que atraviesa su rostro casi por el medio. Más tarde, ya en el Hueco Mundo, viste al estilo de los Arrancar, con largas vestiduras de color blanco y bordes negros, a las que añade, quizás para demostrar su preeminencia sobre el resto, un grueso cinturón de tela púrpura. Conforme su evolución avanza sus ojos se hacen completamente púrpuras y su cuerpo se vuelve completamente blanco en lo que se denomina la etapa Crisálida, y en su interior pareciere no haber nada ya que está en plena formación.
Luego de que la etapa termina se puede notar que su cabello ha crecido gradualmente, y que sus ojos han adquirido un iris blanco mientras la esclerótica se vuelve púrpura. En su penúltima transformación su aspecto vuelve a cambiar surgiéndole alas y un tercer ojo completamente negro y cerrado. Su pelo parece haberse vuelto más largo, sus cejas desaparecen, y le surge un agujero en su pecho donde en el centro de una cruz sobre este se puede apreciar el tesoro que le da su fuerza, el Hōgyoku. Finalmente el cambio más drástico se da en su última evolución, en la cual se incrementa el número de agujeros hasta 3, con el Hōgyoku flotando en el agujero central, la piel de su rostro habitual se contrae hacia los laterales de su cara, dejando su rostro totalmente negro, sus ojos son completamente blancos y sus dientes ahora son visibles a simple vista. De sus alas nacen ojos, y en sus extremos superiores parecen surgir máscaras Hollow únicamente provistas de bocas, de las cuales puede lanzar ceros. Su atuendo pasa a ser de una túnica Blanca a formar parte de su propio cuerpo consecuentemente sus manos y piernas tornan el aspecto de feroces garras de un color negro, y fusionada en su brazo derecho se encuentra Kyoka Suigetsu, la cual, al igual que las manos y pies de Aizen, se vuelve negra.

## Personalidad
A pesar de haber demostrado una postura de autoridad destacable entre Shinigamis y Arrancar respectivamente y de ser el villano principal de la historia, Aizen suele mostrarse sorpresivamente amable, comunicándose de modo cortés con sus interlocutores, sean aliados o enemigos. Su modo de hablar es lento y pausado, mostrando siempre a todo momento una calma y serenidad como si todo lo que ocurriera a su alrededor, lo tuviera siempre planeado de antemano. Rara vez suele mostrar signos de alarma o sorpresa, pareciendo que sacara partido de cualquier suceso, incluso de los planes que sean elaborados en su contra. En la Sociedad de Almas se lo consideraba uno de los capitanes más agradables y respetados, así como querido y admirado por todos los Shinigamis, en especial sus más directos subordinados. Esto, sin embargo, es una muestra más de su naturaleza peligrosa y manipuladora, ya que fue capaz de proyectar una imagen totalmente distinta a la que tenía en realidad.
El verdadero Aizen no tiene ningún tipo de escrúpulo o sentimiento hacia sus aliados o enemigos, preocupándole poco lo que hagan o dejen de hacer (tanto en el pasado como en el presente) y viéndolos como simples piezas a las cuales puede controlar a su antojo. En sus propias palabras, no le afecta en lo absoluto cualquier repercusión ética o moral que pueda limitarlo de liberar su verdadero potencial. Así pues, Aizen es un ser que demuestra tener poco grado de compasión u honor, llegando a niveles de crueldad inimaginables e inclusive llegar a provocar que viejos amigos se mataran entre sí o que un grupo de personas fueran acusadas injustamente de un crimen flagrante. Aizen así mismo posee un instinto de asesinar elevado que lo hace sumado a su personalidad manipuladora y calculadora, un ser sumamente peligroso para el resto del mundo que le rodea. No importando que sean aliados o enemigos a quienes asesine con tal de lograr sus verdaderos objetivos. La megalomanía de Aizen llega a niveles inimaginables; llegando a afirmar incluso que solo los débiles necesitan confiar en algo o en alguien, pues para ellos es imposible vivir sin obedecer a alguien que esté por encima de ellos. Partiendo de la idea de que una persona necesita de otra superior a él en la que confiar, esta última a su vez en otra, y así sucesivamente, Aizen afirma que una cadena de sentimientos de este tipo da lugar a los dioses, algo que no duda en considerarse al estar en la cúspide de esta jerarquización.
Sin embargo a pesar del carácter pasivo del que hace gala y de lo impresionante de su poder, a Aizen no le hace absolutamente nada de gracia que alguien lo supere de tal forma que ellos se consideren superiores a él, tal como lo demostrara en su combate contra Ichigo en el cual el propio Ichigo superaba por varios picos su tremendo poder humillándolo y forzándolo a evolucionar aún más en su poder pero ni aun así lograba vencerlo, llegando Aizen a afirmar incluso que el propio Ichigo ha superado sus propias limitaciones llegando a ser considerado un ser transcendental que va más allá de los Shinigamis o Hollows; algo que lo hace enojar a tal grado que muestra la faceta recelosa y furiosa del Shinigami traidor al considerar que Ichigo, un ser "inferior" a él por ser un simple humano pudiera superarlo de semejante forma. También se muestra furioso al extremo cuando Urahara lo sella y le recrimina por someterse al rey siendo consciente de su más que impresionante intelecto y capacidad para realizar lo que se le antojase, pero que no lo hace dando un punto de vista que contrasta con el del propio Aizen, enfureciéndole aún más.

## Historia

### Pasado
Los planes de Aizen comienzan muchos años antes de la línea temporal de la serie, Aizen siempre se interesó por superar los límites del poder de los shinigamis, un muro que se creía infranqueable, militó en la Quinta División y ascendió poco a poco, conoció a Kaname Tōsen cuando era su superior como Subcapitán, que a su vez le presentó a Sajin Komamura.
Conoció 110 años atrás la existencia de la División Cero en la ceremonia de ascenso de Kisuke Urahara como capitán de la Duodécima División tras la partida de la anterior capitana Kyrio Hikifune, su capitán Shinji Hirako siempre desconfió de él, y es algo que el inteligente shinigami utilizaría en contra de su propio superior. Tras reclutar al niño prodigio Gin Ichimaru 9 años después, comenzó a realizar experimentos de transformación en hollow con las almas del Rukongai y de shinigamis de bajo rango, tras fracasar urdió junto a Kaname una estratagema para infectar a varios shinigamis de nivel subcapitán y capitán respectivamente, entre los que estaba su propio superior, al que había engañado con su Kyōka Suigetsu. A pesar de que Kisuke Urahara y Tessai Tsukabishi intentaron detenerlo, este logra incriminarlos en los experimentos y lograr su condena por parte de la Cámara de los 46 gracias a la habilidad de su shikai que fuerza el exilio de todos los implicados y de Yoruichi Shihōin.
Aizen se hizo Capitán y siguió investigando, esta vez en la transformación en shinigami partiendo del lado hollow. El Capitán logró que varios Huge Hollow pudieran esconder su presión espiritual y utilizó eso para atacar a un grupo de académicos cuando estos fueron al mundo real a practicar el Funeral del Alma, entre los que destacaron Momo Hinamori, Renji Abarai e Iduru Kira, Aizen vio la posibilidad de utilizarlos en un futuro y los vigiló estrechamente, cuando se graduaron, tanto Gin como él los llevaron a sus respectivas divisiones, apartando al conflictivo Renji y conservando a los leales Kira y Hinamori.
No se sabe con certeza cuando pero Aizen logró ir a Hueco Mundo junto a Gin Ichimaru y Kaname Tōsen y tomar el control del palacio llamado Las Noches, la residencia del rey de Hueco Mundo, Barragan Luisenbarn al que logra poner bajo su mando. En su fortaleza realizó sus experimentos al margen de la Sociedad de Almas, allí formó un grupo de diez arrancar especialmente poderosos llamados Espada y numerados por su orden de poder, a ellos les encargó la tarea de encontrar Vast Lords, entre ellos se encontraban Nnoitra Jiruga y Nelliel Tu Odderswank, mientras tanto Aizen continuaba experimentando y logró crear un hollow que pudiera ocultar su presencia espiritual, fusionarse con otros espíritus e incluso destruir zanpakutōs al tacto (capítulo 49 del ánime), este Hollow llamado Metastasia resultó muerto en combate por Rukia Kuchiki tras devorar a Kaien Shiba y llevado a Hueco Mundo de nuevo para ser analizado, momento en el que fue devorado por el Gillian Aaroniero Arleri.
Aizen siempre dio muestras de gran serenidad y afabilidad entre sus compañeros shinigamis, haciendo creer a todo el mundo que era un shinigami justo y honrado, todo esto era una completa farsa ya que según el propio Aizen "ese Sōsuke Aizen nunca existió".
Aizen descubrió finalmente la existencia del Hōgyoku asociada al exiliado Kisuke Urahara, no obstante no había ni rastro de él, finalmente lo halla en Karakura, donde ha implantado en su gigai especial el Hōgyoku, dentro de la propia Rukia Kuchiki, con la esperanza de que los efectos de drenaje espiritual del gigai hagan desaparecer al artefacto junto a los poderes shinigami de Rukia.

### Sociedad de Almas
Rápidamente Aizen mata a la Cámara de los 46 Representantes con ayuda de Gin Ichimaru y Tōsen Kaname y en su nombre envía a los shinigamis Byakuya Kuchiki y Renji Abarai en búsqueda de Kuchiki Rukia por un supuesto delito flagrante, cederle sus poderes a un humano llamado Ichigo Kurosaki, tras traerla de vuelta, se la despoja de su extraño gigai y condena a muerte en el Sōkyoku, para que así tomar el Hōgyoku al destruir el cuerpo espiritual de Rukia con el dúo terminal.
Aizen cuenta con la llegada de Ichigo Kurosaki y los suyos y para ello envía a Gin y a miembros de la Tercera y Novena Divisiones para retenerlos en la entrada de Jidanbō y forzarlos a usar el Cañón de Kūkaku Shiba para entrar en el Seireitei. Estos cumplen sus predicciones y logran crear una gran alarma en la Sociedad de Almas, es entonces cuando Aizen urde una estratagema para confundir a su Subcapitana Momo Hinamori y a Tōshirō Hitsugaya y creer que Ichimaru era el culpable de todo, entretanto finge su propia muerte usando la Hipnosis Total de su Kyōka Suigetsu y aprovechándose de la confusión creada por los ryoka y se refugia en la Cámara de los 46 y adelanta la ejecución de Rukia mientras Ichimaru y Tōsen aparentan normalidad.
Finalmente el día de la ejecución el Sōkyoku es detenido por Ichigo y destruido por Jūshirō Ukitake y Shunsui Kyōraku, Renji Abarai se lleva a Rukia mientras los Capitanes entran en combate mutuamente. En la Cámara de los 46, Hitsugaya acompañado por su Subcapitana Rangiku Matsumoto y seguidos por Hinamori descubren la matanza y son distraídos por Iduru Kira a orden de Ichimaru, Hinamori es llevada por Gin ante Aizen, la grata sorpresa de la shinigami se termina cuando es ensartada por su propio Capitán fríamente, sin embargo el Capitán de la Décima División llega antes de lo previsto y descubre la traición del shinigami, tras lo cual se enfrenta a él con su bankai (Daiguren Hyōrinmaru). Aizen se deshace de él de un simple golpe y lo pone al borde de la muerte.
La Capitana de la Cuarta División Retsu Unohana llega con su Subcapitana Isane Kotetsu y descubre el engaño de Aizen al usar su shikai para crear una ilusión de su propio cadáver, tras lo cual se despide amablemente junto con Gin y se desplaza hasta la colina del Sōkyoku, donde Tōsen ha llevado a Renji y a Rukia. Aizen trata de apartar a Renji de su objetivo hiriéndolo selectivamente tras destrozar su shikai con las manos desnudas, pero este no renuncia, Isane pronuncia un Bakudō para llamar a las armas a todo shinigami contra Aizen y el primero en llegar es Ichigo Kurosaki que trata de herir al Capitán con su bankai (Tensa Zangetsu) mientras Renji lo distrae con su Hika Zekō, ambos fallan y son derrotados fulminantemente.
Aizen se entretiene en explicar todos los detalles de su plan pero en ese instante aparece un enfurecido Sajin Komamura que trata de usar su bankai contra el Capitán, no obstante Aizen lo derrota con un hadō de nivel superior a 90 (Ataúd Negro). Tras esto extrae el Hōgyoku de Rukia y le encomienda a Gin que la ejecute, este libera su shikai (Shinsō) pero es detenido por un gravemente herido Byakuya Kuchiki. Cuando todo parece perdido, Yoruichi Shihouin y Suì-Fēng aparecen junto a otros muchos shinigamis para detener a los traidores, incluso Jidanbō junto a Kūkaku Shiba derrotan a los tres guardianes de las puertas restantes, fieles a Aizen.
Finalmente Aizen escapa a Hueco Mundo junto con Gin y Tōsen usando la Negación de los Menos Grande fieles a su causa al tiempo que dice que reinará sobre los cielos. En ese mismo momento cambia de aspecto, destroza sus gafas con una mano y con la otra se "peina" hacia atrás el pelo.

### Los Arrancar
Meses después, Aizen envía a dos Arrancar a Karakura para evaluar los poderes de Ichigo Kurosaki, estos son los Espada Ulquiorra Cifer y Yammy, que tras absorber almas y pelear con Yasutora Sado e Inoue Orihime, entablan combate con un impotente Ichigo debido a su Hollow interior. Tras ser rescatados los estudiantes por Kisuke Urahara y Shihouin Yoruichi, Ulquiorra ordena la retirada a Hueco Mundo.
Ya en Las Noches, Ulquiorra presenta su informe ante Aizen, que reconoce el buen juicio de Ulquiorra para descontento del Sexto Espada Grimmjow Jaggerjack, que encabeza una expedición de varios Arrancar sobre Karakura sin autorización y que entran en combate con las fuerzas de avanzada de Tōshirō Hitsugaya e Ichigo Kurosaki, todos los Arrancar son derrotados por los shinigamis excepto Grimmjow, que debe ser llevado a Las Noches por Tōsen Kaname. Allí, Aizen presencia un duro intercambio de palabras entre ambos que termina con la amputación del brazo de Grimmjow como castigo por Tōsen y la revocación de su rango de Sexto Espada, Gin Ichimaru entra en ese momento y lamenta la pérdida de varios Arrancar, no obstante Aizen le resta importancia argumentando que si perfeccionan el grupo Espada con más Vast Lords la guerra estará en sus manos.
Poco después se descubre que la verdadera intención de Aizen, es crear una llave (Ōken) hacia los dominios del rey de los espíritus que reside en el Seireitei. La llave debe crearse en una zona de media milla espiritual con 100,000 almas en ella. Una zona que cumple estos requisitos es la ciudad de Karakura donde residen Ichigo y los demás, situación que compromete a todos en la lucha contra Aizen, esto se realizará en invierno, momento en el cual el Hōgyoku se liberará completamente de su sello y despertará.
Aizen se fija en los extraordinarios poderes de Inoue Orihime que le fueron relatados por Ulquiorra y un mes después de la derrota del grupo de Grimmjow y tras haber arrancarizado a Wonderwice Marjera en presencia de varios Espada como Aaroniero Arleri, Halibel o Stark, ordena a su Cuarto Espada raptar en el Dangai a la humana mientras crea una batalla de distracción en Karakura con varios Arrancar, la misión tiene éxito e Inoue es llevada ante el shinigami en Las Noches, allí Aizen demuestra que los poderes de la estudiante se basan en el rechazo de los eventos mediante la restauración del brazo izquierdo de Grimmjow, amputado por Tōsen.
Desde entonces Inoue permanece en las dependencias de Las Noches, vigilada por Ulquiorra y bajo la protección de Aizen, que incluso le muestra el Hōgyoku como muestra de confianza hacia ella.

### Hueco Mundo
A pesar del éxito en el plan de Aizen, Ichigo Kurosaki no se resigna a perder a su amiga y con ayuda de Kisuke Urahara, penetra en Hueco Mundo junto al quincy Uryū Ishida y el estudiante Yasutora Sado, tras atravesar la Garganta derrotan a los guardianes Iceringer y Demoura y llegan hasta el desierto cercano a Las Noches.
El dueño de Las Noches convoca una reunión de Espada junto a sus colaboradores Gin y Tōsen y recomienda no subestimar a los intrusos ni movilizar a demasiada gente, ordena esperar en las estancias de cada Espada a pesar de Grimmjow, que debe ser detenido por el tremendo reiatsu del shinigami.
Los tres intrusos conocen a varios Arrancar amistosos llamados Nel, Dondochakka Bilstin y Pesshe Guatiche, con su ayuda llegan hasta Las Noches y se unen a Renji Abarai y Rukia Kuchiki para derrotar al guardián Lunaganga y entrar en el palacio. Tras dividirse en cinco, Ichigo, Chad e Ishida entablan combate con los Primarun Espada, antiguos Espada degradados tras el logro del Hōgyoku. Ichigo derrota al Arrancar n.º 103 Dordoni Alessandro Del Socacchio, que es derrotado por el shinigami y muerto por los Caballeros Exequias. Cuando le es informada la derrota de este subordinado, Aizen se sorprende por lo tarde que Ichigo ha acabado con él, es entonces cuando interroga al emisario quién envió a los Exequias tras los intrusos.
Resulta ser el responsable el Octavo Espada Szayel Aporro Grantz, que no parece confiar mucho en Aizen ya que trata de ocultarle sus experimentos, Gin aparece en ese momento y ambos admiten estar contentos al ver el ímpetu de los intrusos, Aizen se mantiene al margen de la acción durante un tiempo. Ishida derrota a la Privaron Espada Cirucci Thunderwitch, Rukia se enfrenta y logra dar muerte al Noveno Espada Aaroniero Arleri mientras Chad cae ante Nnoitra Jiruga tras haber derrotado al Privaron Espada Gantenbein Mosqueda, Inoue es sustraída de sus aposentos por Grimmjow, que sella a Ulquiorra para pelear con Ichigo. Renji Abarai e Ishida entablan combate con Szayel Aporro y son derrotados. Nnoitra derrota a Ichigo y a una cortamente adulta Nelliel Tu Odderswank, la derrota parece evidente hasta que varios Capitanes llegan a Hueco Mundo y derrotan a los Espada que estaban en combate (Byakuya Kuchiki derrota al Séptimo Espada Zommari Le Roux, Mayuri Kurotsuchi derrota a Szayel Aporro Granz y Zaraki Kenpachi confronta a Nnoitra.
Cuando Zaraki Kenpachi derrota al Quinto Espada Nnoitra Jiruga e Ichigo se dispone a abandonar Hueco Mundo, Stark se lleva de vuelta a Inoue Orihime hacia Aizen, quien junto a Tōsen Kaname e Ichimaru Gin se disponen a destruir Karakura. Gracias a Tōsen y a su bakudō Aizen comunica a todos los intrusos que el rapto de Inoue Orihime respondía a su plan ya que suponía que la Sociedad de Almas acuartelaría sus fuerzas y descuidaría el mundo humano, al tiempo que atraería a Hueco Mundo a varios ryoka y Capitanes, tras esto deja a Orihime en una torre cercana, cierra las Gargantas de los shinigamis y se dispone a destruiír Karakura fácilmente, crear la Ōken, invadir la Sociedad de Almas y finalmente acabar con los atrapados en Hueco Mundo.
Una vez Aizen llega a Karakura se encuentra con todos los Capitanes restantes del Gotei, encabezados por el Comandante Shigekuni Yamamoto-Genryūsai que se alivia al haber trasladado Karakura al Rukongai a tiempo, Aizen ya sabe esto además de que la Karakura en la que esta es una réplica y convoca a sus tres Espada más poderosos Stark, Halibel y Barragan acompañados de sus Fracciones al tiempo que encomienda la defensa de Las Noches al reaparecido Ulquiorra Cifer.

### La Batalla por Karakura
Los Capitanes planean concentrarse en Aizen una vez hayan acabado con los Espada, para ello Shigekuni Yamamoto-Genryūsai libera su shikai y utiliza su técnica Jōkakū Enjō para aislar a Aizen en una bola de fuego, Gin Ichimaru y Kaname Tōsen. A pesar de esto, Aizen confía plenamente en la victoria de sus Arrancar. Avanzada la batalla, Aizen reacciona ante la llegada de Momo Hinamori, decidida a ayudar a los shinigamis en su batalla, aunque no parece darle excesiva importancia. La batalla parece decantarse del lado de Aizen cuando Wonderweiss Margera hace acto de presencia con el enorme Fura como mascota que deshace la jaula ígnea al tiempo que los Capitanes se ven incapaces de derrotar a los Espada. No obstante en ese instante aparece Shinji Hirako junto al resto de visored dispuestos a plantar batalla. Mientras sus hombres luchan Aizen permanece quieto. Ante las muertes de sus guerreros más poderosos, Barragan y Starrk, Aizen no muestra nada de interés y da orden a Gin y Kaname de entrar en batalla.
Ataca a Tier Halibel hiriéndola mortalmente y declarando que no es lo suficientemente fuerte para pelear por él. Insta a los Shinigamis y Visored a que peleen todos al mismo tiempo contra él, provocando especialmente a los visored diciéndoles que no serán ningún problema dado que "murieron hace más de cien años" lo que saca de sus casillas a Hiyori que se lanza hacia él solo para ser partida en dos por Gin Ichimaru. Al ver que Hirako llama desesperadamente a Ichigo se burla de él por confiar en otra persona ya que él predica la "fé en uno mismo" y advierte a sus subordinados que empezará a luchar, ante lo cual Tousen responde utilizando su máximo poder contra Komamura.
Aizen se dispone a pelear contra Hirako para mostrale "el dios que es" y saca su Zanpakutoh, sin embargo Hirako le dice que gracias a que nunca confió en él no conoce las habilidades de su Zanpakutoh, acto seguido libera su Shikai, Sakanade.
Aizen dice que es un arma interesante, dada su forma, pero al mismo tiempo cae bajo los efectos de la habilidad de Sakanade. Hirako explica que Kyoka Suigetsu no es la única Zampakutoh capaz de manipular los sentidos y le da la bienvenida al "Mundo del revés" y le explica que su espada invierte los sentidos del oponente.
Aizen es herido levemente en un brazo por la habilidad especial de Sakanade ya que a pesar de haberse dado cuenta de la trampa, se protegió del lado equivocado, Shinji explica que la dirección del corte también es una dirección al revés y reta a Aizen a pelear en esa condición declarando que nadie podría, que es imposible, pero Aizen aparece detrás de él con un shunpo y daña a Shinji en la espalda diciendo que si uno se acostumbra a algo es fácil, luego al ver que Tousen había perdido contra Komamura y Hisagi, Aizen lo asesina con un ataque a distancia (probablemente porque es el único personaje inmune a Kyoka Suigetsu), ganándose un grito de Komamura y justo en ese momento Ichigo Kurosaki aparece por una garganta a sus espaldas. Luego de eso, se muestra como los ataques de Ichigo no le hacen daño, Aizen muestra superioridad ante Ichigo. En ese momento, Komamura detiene a Ichigo y en eso, todos los capitanes y Visored que estaban en Karakura aparecen delante de él para protegerlo y no dejar que vea el Shikai de Aizen.
Aizen es atacado en un principio por Hitsugaya e intercambia unas palabras con él, este lo felicita por no haber usado aún a Kyoka Suigetsu y Aizen hace lo propio por no luchar contra él en un uno contra uno, al mismo tiempo que bloquea un sablazo de Kyoraku y continua con su pelea contra Hitsugaya, cuando Hitsugaya usa su bankai, Aizen es atacado a la vez por Komamura y Love, quienes usan a Tengen y a Tengumaru, pero los esquiva fácilmente y se enfrenta a Komamura. Komamura usa su bankai, pero Aizen corta un brazo de Tengen, dañando al mismo Komamura, este quiere cortarlo con su espada rota, pero es derrotado en un instante por Aizen. Luego es atacado a la vez por Love y Rose, Rose le lanza su Kinshara y Aizen la detiene con su mano desnuda y atrapa con ella a Love para luego cortarlo y vencer a Rose. Tras abatir a Lisa, se encara con Soifon, la cual usa una especie de técnica que crea clones de ella y ataca a Aizen y llega a golpearlo con su Nigekki kessatsu gracias a que Hitsugaya le congela el brazo sin él darse cuenta, aun así Aizen usa su Reiatsu para neutralizar la técnica de Soifon y al querer liquidarla es atravesado y herido de gravedad por el Kageoni de Kyoraku Shunsui dado que Aizen no se había dado cuenta de que en el hielo había una sombra. Aizen se voltea a ver a Kyoraku y en ese momento Hitsugaya le advierte que es su fin y embiste de frente contra él con su Bankai, Aizen se dispone a acabar de una vez con Toshiro y dice para sí mismo que atacar en cuanto vea una oportunidad es el error de Hitsugaya, pero en ese instante, muy tarde ya, se da cuenta de que está bajo los efectos de Sakanade y es atravesado en la espalda por Hitsugaya.
Pero el Aizen que es atravesado por la espalda resulta ser una proyección de Kyōka Suigetsu y tal como Ichigo horrorizado no tarda en advertir a sus aliados, el Aizen que Hitsugaya atravesaría con su arma es en realidad Momo Hinamori con quien Aizen intercambió de lugares haciendo uso de su Shikai.Todo esto fue para asestar un cruel golpe emocional a las fuerzas de la Sociedad de Almas pero muy especialmente al joven Capitán. Una vez la ilusión se descubre, Aizen en perfecto estado abate con facilidad a Kira Izuru y a Tetsuzaemon Iba quienes creían estar dirigiéndose a Hinamori para después encararse con Hirako quien furioso, le pregunta a Aizen desde cuándo ha estado manipulando sus ilusiones a lo que Aizen le contesta con otra pregunta: ¿Exactamente cuándo habéis caído en el error de pensar que no estaba usando a Kyōka Suigetsu? Hitsugaya quien horrorizado grita de dolor al ver el accidente que acaba de provocar, luego de dejar a un lado el cuerpo de su amiga, se lanza de forma iracunda contra Aizen, arrastrando en ataque a Hirako, Kyōraku y Suì-Fēng. Aizen derrota a los cuatro con pasmosa facilidad, dejándolos gravemente heridos de manera que no se puedan mover pero tampoco pierdan la conciencia, para que puedan seguir viéndolo todo.
De seguido, Aizen se enfrenta al capitán Yamamoto y utilizando los poderes de su Zapakuto apuñala en el vientre al anciano líder. Este sin embargo, sonríe y agarra a Aizen por el brazo, diciendo que Sosuke Aizen ha sido capturado.
Este se burla preguntándole si cree realmente que es a él a quien ha atrapado a lo que Yamamoto le responde que el Reiatsu que desprende la hoja que lo está atravesando el estómago le confirma que a quien tiene agarrado es a Aizen. Después se prepara para realizar un ataque con el que acabar con la vida de Aizen a costa de su vida, pero para su sorpresa, los poderes de Ryūjin Jakka son anulados por un Liberado Wonderweiss Margera. Aizen le revela que Wonderweiss es un Arrancar modificado con el fin de detener el poder de su zanpakuto, ya que esta era la única forma de eliminar al anciano capitán.
Yamamoto le dice que no sea tan ingenuo y después de recibir el ataque de Wonderweiss se levanta y contraataca, poniéndole fin a Wonderweiss. Yamamoto queda en un estado muy grave pero aun así empieza a pelear contra Aizen, quien bloquea sus ataques con poca dificultad. Yamamoto, al verse en una posición comprometedora usa un Kidou prohibido -probablemente sacrificándose a sí mismo- y daña moderadamente a Aizen, quien escapa de entre las llamas pero se encuentra con Ichigo. La sorpresa del excapitán ante la aparición del Shinigami Sustituto, haciendo uso de su máscara Hollow, es tal que no puede hacer nada sino recibir un Getsuga Tenshou aparentemente a máximo poder, para luego caer herido. Tras levantarse, le reprocha al joven que esa será la última vez que lo encuentre con la guardia baja, y acto seguido comienza a regenerarse, de forma similar a la Regeneración Instantánea, exclusiva de los Hollows. Ante la sorpresa de Ichigo, Aizen replica que no se trata de otra cosa sino el mismísimo Hogyoku, que Aizen cargó consigo todo el tiempo, protegiendo instintivamente a su amo, ya que él "jamás haría algo tan absurdo como Hollowficarse a sí mismo". El Shinigami traidor entonces le revela a Ichigo que cada batalla que lo llevó hasta ese momento, había sido obra suya, cada logro del joven, no era más que una pieza más en su plan, y que el mismo Ichigo, no era otra cosa sino "aquello que estuvo buscando tanto tiempo". El Shinigami Sustituto, incrédulo ante estas palabras, se lanza a atacar, solo para ser repelido fácilmente, incluso Aizen llega a parar un golpe de su Bankai con la mano desnuda, como lo habría hecho tiempo atrás en la Sociedad de Almas. Por si esta revelaciones fueran poco, Aizen confiesa conocer a Ichigo desde el mismísimo momento de su nacimiento, y afirma que éste es especial ya que "él se trata de...", pero no alcanza a terminar de hablar, ya que Isshin lo interrumpe, ante la atónita mirada de su hijo, reprochándole a Aizen que ya ha dicho demasiado.
Luego de una breve charla padre-hijo, la batalla se reanuda, esta vez es Isshin quien combate al líder enemigo, mientras que Ichigo lucha contra el Bankai de Gin.
Ishin demuestra su habilidad como shinigami superando a Aizen muy fácilmente, sin embargo luego de que este último admitiera que ha superado su límite como shinigami se dispone a unir su alma junto con la voluntad del Hōgyoku.
Posteriormente, Urahara Kisuke aparece y después de ataques de kido y ver que Aizen resiste aún los de nivel mayor a 90, pues ya ha dominado el Hōgyoku. Urahara utiliza un sello que bloquea el flujo de reiatsu hacia sus manos, y su propio reiatsu lo hace morir. No obstante Urahara le dice a Ichigo que eso no es suficiente para derrotar a Aizen, con el nivel que este último posee, luego Aizen sale del humo comentándole a Urahara que eso no es suficiente para acabar con él, sin embargo Aizen recalca que sino se hubiera fusionado con el Hōgyoku hubiera sido el final para él.
Tras unas palabras Urahara se dispone a atacar junto con Isshin, con el fin de tenderle una trampa para que posteriormente llegara Yoruichi atacando desde arriba con una nueva imagen muy sexy y unos accesorios en sus antebrazos asestándole un gran golpe. Sin embargo eso no surte efecto con Aizen, atacando a Yoruichi; pero esta logra escapar de un golpe gracias al grito de Urahara. Después de que Yoruichi se libre del golpe de Aizen, este último menciona que acabara con cada uno de ellos sin dejar rastro.
Después de una pelea donde Aizen resiste un último ataque de Yoruichi y Urahara, el padre de Ichigo le lanza un Getsuda Tenshou a bocajarro, resquebrajándole la crisálida.
Más tarde, consigue derrotar a Urahara, Yoruichi y Isshin, acercándose a Ichigo, que está junto a Gin. En ese momento, se le rompe el traje que se desvela como una crisálida que guardaba su forma liberada interior. Aquí aparece con el aspecto de siempre solo que con el pelo más largo y unos ojos negros, presumiblemente de Hollow. Su traje aparece cortado por debajo. Él y Gin atraviesan un portal rumbo hacia el Sereitei para fabricar la verdadera llave con las lamas que hay en Karakura.
Una vez en la ciudad de karakura, Aizen es traicionado por Gin, este último le atraviesa con su zampakuto y le deja una especie de veneno, con el cual a Aizen se le forma un hueco en todo el pecho. Gracias a su ira por la traición de Gin, Aizen sufre una transformación en lo que se puede apreciar, es una mariposa, con seis alas a cada lado, y su traje se completa hasta los pies, los cuales no se pueden ver, Aizen le dice a Gin que el Hougyoku es parte de él aun cuando no esté en su interior. 
Su velocidad y fuerza aumentan aún más en esta forma, asestándole a Gin un gran corte con su zampakuto y mientras cae, le arranca el brazo con facilidad dejándolo moribundo.
Cuando ya no parece haber ninguna esperanza llega Ichigo con una nueva apariencia en todo aspecto (un poco más alto, pelo más largo, y con la cadena de su zampakuto más larga y enrollada en su brazo derecho).
Aizen un poco decepcionado le pregunta a Ichigo por sus poderes ya que no siente nada en él,
en eso Ichigo le pide cambiar de lugar para su combate, Aizen mostrándose incrédulo de su fuerza le dice que no tiene caso cambiar de lugar y en eso es interrumpido siendo llevado a la fuerza a otro lugar por Ichigo.
Después de una charla libran su batalla mostrando una gran diferencia entre sus poderes y Aizen empieza a ser derrotado.
Aizen mostrándose frustrado sufre otra transformación más parecida a un Hollow con una máscara parecida a la de un hollow, 3 agujeros en el pecho y en las puntas de cada una de sus alas parece tener una máscara de Hollow.A pesar del despliegue de poder, Aizen no es rival para Ichigo que usando el Getsuga Tensho final consigue asestarle un brutal corte que lo parte en dos pero a pesar de ello se regeneró completamente y cuando se disponía a eliminar a Ichigo que se encontraba debilitado por la pérdida de sus poderes Shinigami, un sello de Kido se activa en el interior de su cuerpo.En ese momento, Kisuke Urahara entra en escena explicando que, cuando le disparó esa serie de ataques con Kido y al ver como Aizen se transformaba, asumió que se había fusionado con el Hogyoku haciéndolo inmortal, por lo cual, en el momento en el que tenía la guardia baja, lanzó el sello de Kido en su cuerpo, el cual se activaría en el momento en que se debilitara.Aizen furioso le responde a Urahara que si aún sigue siendo leal a la sociedad de almas con todo lo que ha ocurrido hasta ahora.El excapitán le responde taciturnamente que si Aizen ha visto al rey de todos los espíritus, entonces sabe en el fondo que sin su existencia, la sociedad de almas como la conocen, colapsaría al instante.Aizen todavía más molesto, le responde que esa es la lógica de un perdedor y que debería de hablar como un ganador del mundo como lo que es y no como lo que piensa y en el momento en el que iba a decir otra cosa, es finalmente sellado.
La Cámara de los 46 inicialmente le condenó a 18.800 años aprisionado en el piso más bajo de la prisión, la octava conocida como "Avici", pero después de mofarse la Cámara de los 46 revisa su pena y la aumenta 20.000, acción que al parecer es de su agrado debido a la sonrisa que muestra antes de ser totalmente cubierto

### Saga de la Guerra sangrienta de los Mil Años
Aizen es mencionado por Yhwach durante de su lucha con Yamamoto dándose a entender que él se encuentra apresado en la parte inferior del cuartel general de la primera división. Por lo que da a conocer Yhwach, Aizen rechazó calmadamente su proposición de unirse a su causa como uno de los que él ha llamado "Cinco Potenciales de Guerra", no obstante de acuerdo con Yhwach, Aizen tiene una eternidad para reconsiderar su decisión, con esto se deduce que aun las negociaciones entre el líder de Wandenreich y el presidiario aun siguen en pie. También es mencionado que usó algún tipo de técnica con la cual alteró la percepción del propio Yhwach, lo que da a entender que aún conserva sus poderes e incluso puede realizar la "Hipnosis Total" sin necesidad de blandir a "Kyōka Suigetsu" y no los ha perdido como se dio a entender al final.
Más tarde, Syunsui Kyōraku decide conversar con Aizen, presentándose en el Muken. Este le pregunta sobre si siente el terremoto, y comenta que Aizen puede escucharlo desde el punto donde está. Sin embargo, no recibe respuesta alguna de Aizen, Kyōraku decide sacar las llaves de los sellos de Aizen, indicando que le fue dado el permiso de liberar 3 sellos de este, y liberará primero el sello de la boca. Al hacerlo, Kyōraku comenta que la mayoría de las personas no pueden hablar después de no hacerlo durante mucho tiempo, sin embargo, Aizen es una excepción a esto. Aizen le responde que lo es. Kyōraku inmediatamente se pregunta cómo pudo Aizen liberarse por completo si solo ha liberado un sello. Aizen se coloca frente a él, y le pregunta sobre que sucede, ya que todavía quedan 2 sellos por liberar.
Al Syunsui liberar los otros dos sellos, y le pregunta a Aizen como se sienten su "ojo izquierdo" y el "tobillo", Aizen le comenta que sigue siendo el mismo como siempre, a lo que Syunsui le comenta que si eso es un cumplido lo aceptará. Seguido de eso, Syunsui le pregunta sobre si desea irse de "ese lugar", Aizen le comenta que no recuerda haberle pedido el favor de liberarle, a lo que Syunsui le comenta que a un hombre al que no le interesara su liberación no habría demandado el uso de las 3 llaves, Aizen le pregunta entonces que por qué alguien que vino a ver un hombre que no desea ser liberado viene con las llaves que aseguran todo su poder en su cuerpo. Syunsui sorprendido enseña una cicatriz en su pecho, y comenta que aparentemente Aizen ha visto a través de él, afirmando que la llave del Muken se encuentra integrada en su corazón, y que esa fue la condición con la que le permitieron entrar al Muken y liberar 3 de sus ataduras. Aizen se sorprende, y comenta que la Central 46 fue muy lejos al pensar que este intentaría matar a Syunsui. Seguido de eso, Syunsui le pide que si por favor podría sentarse y respirar el Aire fresco del Seireitei; al ver que Aizen no da respuesta alguna, uno de los hombres que se encontraba con Syunsui comenta que es muy rudo, y que por favor lo deje agregar una restricción antes de que se siente, sin embargo, cuando se acerca ve que sus dedos son cortados. Aizen comenta que los sellos no cancelan su Reiatsu, sino que sólo permiten que lo use cerca de él, tras esto se dirige a Syunsui, preguntándole que si de verdad cree que sentándose en esa silla le prestará sus poderes al Seireitei, a lo que Syunsui le comenta que nunca dijo eso, pero que siente que sus intereses están a punto de intersecar, por lo que le vuelve a pregunta, si no desea respirar aire fresco una vez más, a lo que Aizen le comenta sobre si se refiere al aire del Seireitei que fue destruido por Yhwach.
Poco después, criaturas negras comienzan a caer en el Seireitei, Aizen es traído a la superficie, y los otros Shinigami notan su presencia tras ver que el Reiatsu de este comienza a triturar a las criaturas. Aizen se burla de los Shinigamis por tratar de destruir a las criaturas con su Zanpakutō antes de intentar a aplastarlos con reiatsu como lo está haciendo.
Aizen aparece frente a los tenientes, generando un disgusto entre ellos entonces Rukia lo confronta sin embargo el excapitán la felicita por su promoción a teniente entonces Rukia molesta le restriega en la cara que alguien como el debería estar en el Muken entonces Aizen le recuerda a alguien como él no pueden tenerlo encerrado por mucho tiempo entonces Rukia pregunta quien en su sano juicio haría algo así entonces Syunsui dice que fue el, provocando la ira y el enojo de todos. Aizen les explica que con su poderoso Reiatsu el traerá al palacio abajo, dejando sorprendidos a más de uno.
Posteriormente, Aizen y Mayuri apostaron cual es mejor si el poder de Aizen o las habilidades de Mayuri sin embargo esto fue interrumpido por el Sternritter NaNaNa Najahkoop quien atacó a Aizen con su dispersión de morfina, luego de la derrota de NaNaNa, Aizen despierta y es testigo del portal creado por Kisuke.
Posteriormente, Yhwach llega a la Sociedad de Almas nuevamente luego de derrotar y absorber los poderes de Ichigo, entonces Aizen se libera de la silla y le pregunta si Ichigo le causó demasiados problemas, entonces Yhwach le responde: No proyectes tus inquietudes en mi, y que él fue el único que fue derrotado por Ichigo. Entonces Aizen una vez libre de la silla infernal decide luchar contra Yhwach, entonces Yhwach le increpa si él va proteger la Sociedad de Almas sin embargo Aizen sonriente le dice que solo va a aniquila a todo aquel que quiera gobernarlo y controlarle en ese momento llega Ichigo junto con Renji para unirse a la batalla frente a Yhwach. Renji se propone a atacar a Yhwach entonces Yhwach decide hacer una ofensiva pero Aizen se interpone e Yhwach simplemente se ríe al suponer que ya ha visto todo en tanto Aizen lo ataca con un Hadou 99 y entonces Aizen decide irse hacia a él para seguir luchando e Yhwach le comenta a Aizen que su bankai también está rota dejando sorprendido al excapitán y entonces le propina tremendo golpe en el abdomen sin embargo Yhwach es atacado por Ichigo quien pierden la mano e Yhwach decide crear un agujero en su pecho con su enorme poder sin embargo finalmente no es Ichigo sino Aizen que se hace pasar por el dejando sorprendido a Yhwach quien al descuidarse Ichigo le propina un solo espadazo. Luego de esta supuesta victoria, Aizen le comenta que fue un buen movimiento y que era de imaginarse ya que era el único que no se vería afectado por su poder entonces Aizen admite que el no haberle mostrado su poder trajo situaciones provechosas como esta entonces el poder de la oscuridad absorbe a Aizen para volver a aparecer nuevamente Yhwach.

## Poderes
Sōsuke es un adversario extremadamente poderoso, muy por encima del nivel medio de un Capitán.Es uno de los mejores capitanes por el poder que demuestra a lo largo de la serie. Aunque la magnitud de sus fuerzas aún no está clara, por sus palabras se supone que ha llegado al límite de las cuatro disciplinas de combate de un Shinigami (lucha con espadas, cuerpo a cuerpo, uso de pasos instantáneos y los hechizos invocados por medio de las artes demoníacas).Lo poco que se le ha visto luchar parece demostrar esta idea, ya que es capaz de detener con sus manos los ataques de Renji y Sajin Komamura , y con un solo dedo el bankai de Ichigo.

### Presión espiritual
Una muestra más de su enorme poder espiritual es el hecho de que puede activar la Hōgyoku, pese a que en su estado actual necesite fundirse de forma temporal con un reiatsu unas dos veces superior al de un Capitán Shinigami. La presión espiritual que puede desplegar es tan grande que, sin ningún esfuerzo, es capaz de poner sobre sus rodillas incluso a la Sexta Espada, Grimmjow Jaegerjaquez. También fue capaz de esquivar todos los ataques de Ichigo con su máscara fácilmente y de derrotar a 3 capitanes y a su excapitán (Toshiro Hitsugaya, Suì-Fēng, Syunsui Kyōraku y Shinji Hirako).
Todas estas muestras, unidas al terrible uso que hace de su Zanpakutō, hacen de Aizen el enemigo más poderoso de toda la serie, prácticamente imposible de derrotar (y más aún desconociéndose su punto débil) incluso antes de haber mostrado su Bankai.

### Kidō
Su dominio del Kidō es también sobresaliente, como demuestra al derrotar a Komamura al realizar sobre él el Hadō #90 sin necesidad de encantamiento (aunque él mismo reconociese que había fallado en su ejecución y sólo hubiese liberado un tercio de su verdadero poder) e incluso en el pasado detener con el Bakudō #81 el ataque del por entonces Capitán de la División de Kidō, Tessai Tsukabishi.
De los Kidō que puede utilizar están:
- Bakudō 81, Dankū: durante su lucha con Tessai y Kisuke.
- Hadō 63, Raikōhō: durante su lucha con Isshin.
- Hadō 90, Kurohitsugi: durante su lucha con Komamura y también durante su lucha con Ichigo, en el que lo recita completamente describiendo al Hado como "un vórtice de gravedad capaz de alterar el espacio-tiempo".
- Hadō 99, Goryū Tenmetsu: "Cinco remolinos de dragones destructores", Aizen lo usa para atacar a Yhwach durante su pelea junto a Kurosaki Ichigo y Abarai Renji en la batalla final contra el líder del Vandenreich.

### Zanpakutō
Su Zanpakutō en forma sellada es una katana normal, aunque debido al enorme poder de Aizen puede desencadenar golpes tremendamente eficaces y destructivos. Lo cual se demuestra cuando atacó a Tier Halibel (3ª Espada) con dos cortes solamente.

#### Shikai:Kyōka Suigetsu
La Zanpakutō de Aizen se llama Kyōka Suigetsu (鏡花水月 Flor Reflejada en el Espejo, Luna Reflejada en el Agua?).Su nombre hace referencia a una forma poética presente en la literatura china de referirse a una ilusión como sucede si intentamos tocar una flor que se ve desde un espejo o a la luna reflejada en la superficie del agua. Su Shikai se activa con el comando Quebranta (砕けろ Kudakero?), y su habilidad especial es hacer que el que presencie la liberación sea manipulado en todos sus cinco sentidos con toda clase de ilusiones y percepciones que le hacen creer a su adversario que todo lo que ocurre es real. Los efectos de la habilidad llamada "Hipnosis Total" son permanentes, inclusive si el enemigo sabe que está siendo manipulado una vez que caiga bajo su influencia. La única manera de contrarrestar la ilusión es evitar ver la ceremonia de liberación de la espada lo que hace que personajes que no puedan ver como Tōsen Kaname, sean inmunes a este temible poder. Asimismo, tal y como mencionó Gin Ichimaru en su pelea contra Aizen, el tocar la hoja de Kyōka Suigetsu libera al usuario de la ilusión, hecho que el mismo Gin admite que le llevó décadas descubrir.
Aunque las ilusiones que Aizen proyecta son poderosas, no son del todo perfectas ya que la capitana Retsu Unohana pudo detectar algo anormal en el falso cadáver de Aizen. No obstante, estos pequeños fallos podrían depender de la experiencia del propio Aizen, ya que 110 años antes Hirako era capaz de ver a través de las ilusiones sin esfuerzo alguno, pero al cabo de diez años cayó víctima de ellas. Incluso es posible que Aizen permitiese a Hirako detectar la existencia de las ilusiones, para aumentar su autoconfianza. 
Las habilidades hipnóticas de la Zanpakutō de Aizen son también una herramienta muy útil en medio de un combate, ya que Aizen es capaz de crear ilusiones de forma muy rápida para engañar a sus oponentes. Una treta que parece ser de sus favoritas es proyectar una imagen de sí mismo como señuelo y dejar de ser percibido realmente por su enemigo, para moverse y atacar con total impunidad.
Su habilidad tiene según Gin la siguiente debilidad, hay que tocar la espada misma antes de que Aizen active la habilidad, de esa forma, quien la toco, queda libre de la hipnosis.

### Implantación Hōgyoku
- Regeneración: Con la implantación de la Hōgyoku en su pecho, se ha demostrado que puede proteger activamente a Aizen sanando sus heridas casi al instante. Aizen fue capaz resistir un Hadō 96 a quemarropa y solo sufrir quemaduras leves.[15] Así también sobrevivió totalmente ileso a un Getsuga Tenshō a quemarropa de Ichigo Kurosaki y ser arrojado, atravesando varios edificios.
- Aumento de Fuerza: La fuerza ya considerable de Aizen se ve aún más reforzada por la evolución de la Hōgyoku dentro de su cuerpo. Él es capaz de golpear o cortar fácilmente a través de la carne con un sencillo movimiento indolente de sus manos.
- Aumento de Resistencia: La resistencia de Aizen es aún mayor debido a la evolución de la Hogyoku dentro de su cuerpo. Debido a esto, puede soportar conjuros de nivel 96 como el Ittō Kasō por parte de Genryūsai Shigekuni Yamamoto solo sufriendo algunas quemaduras.

### Transformaciones gracias al Hōgyoku
Gracias a que Aizen se ha fusionado con el Hōgyoku, ha adquirido la capacidad de cambiar de aspecto a base de una serie de transformaciones las cuales incrementan su poder. Dichas transformaciones son:
- Forma de crisálida: Después de que los conjuros de Urahara no hagan ningún daño a Aizen, sale de él humo como una figura fantasmal. Aún conserva su forma Shinigami en cierto modo, aunque su rostro se sustituye por una máscara blanca y su vestimenta es ahora un manto blanco que se divide en cuatro secciones cerca de su cintura. Hay una cruz en medio de la capa, que muestra dónde se incrustó la Hōgyoku originalmente en él. Después de una breve lucha con Yoruichi Shihōin, parece que su Zanpakutō de alguna manera se ha fusionado a su brazo. También cuando es atacado, en lugar de sangrar su cuerpo solo parece resquebrajarse.[17] En esta forma, ha demostrado: 
  - Gran Resistencia: Su durabilidad es lo suficientemente grande como para bloquear la Zanpakutō de Isshin con el pie y soportar un golpe masivo blindado de Yoruichi. A pesar de que su cuerpo con frecuencia se agrieta por los efectos de los ataques, al parecer no hace caso a las grietas y sigue luchando. Es atacado por un Getsuga Tenshō de Isshin a quemarropa, y puede seguir luchando, a pesar de agrietamiento. Demuestra una herida en la frente, demostrando que cuando lo dañan lo suficiente sangra.
  - Gran Fuerza: Aizen es lo suficientemente fuerte como para provocar una onda de choque después de haber sido derribado por Yoruichi. Apenas escapó de la onda de choque, con la armadura completamente destrozada. Fue capaz de derrotar a tres Shinigamis de nivel Capitán, o superior, a la vez y sin ningún esfuerzo.
  - Gran Velocidad: Aizen aumenta su velocidad hasta el punto que sus oponentes no pueden seguir sus movimientos. Su velocidad es tan grande que es capaz de sorprender a Yoruichi , quien ostenta el título de "Sunshin" (Diosa de la Velocidad).
  - Gran Poder Espiritual: Su poder espiritual es tan grande, que no puede ser detectado por oponentes nivel capitán. También es lo suficientemente grande como para inculcar la idea de que no están atacando a cualquier oponente.
- Segunda Transformación: Después de completar su etapa de "incubación", Aizen deja su forma fantasmal parcialmente ya que solo se descubre su rostro lo que da a mostrar una forma similar a su forma original, pero con el pelo largo y ojos parecidos a los de un Hollow. Aizen ha demostrado dos cualidades claramente definidas en este estado las cuales son: 
  - Resistencia Inmensa: La resistencia de Aizen ha sido mejorada. Le permite colisionar con el Dangai Kōtotsu, y destruirlo, permaneciendo inmune.
  - Inmenso Poder Espiritual: Su energía espiritual ya enorme es aún mayor, cuando un alma humana se acerca a él, hace que se colapse y muera.[18]
- Transformación Fase Tres: Cuando Gin Ichimaru atacara a Aizen con la habilidad especial de su bankai, Aizen se ve forzado a evolucionar por tercera vez al mostrarse con una apariencia que en sus palabras, es lo más cercano a un ser que no es ni Shinigami ni un Hollow, pero que los supera con creces, gracias a que ha fusionado su propio Hogyoku con el creado por Kisuke Urahara. En esta forma todas las habilidades de Aizen crecen considerablemente, su fuera es tan grande que fue capaz de arrancarle el brazo a Gin con mucha facilidad.
- Transformación Fase Cuatro: Después de haber sido cortado por Ichigo, Aizen sufre una nueva transformación, la cual comienza con la aparición de un tercer ojo en la frente, para luego cambiar totalmente de apariencia a una imagen mucho más macabra, apenas dejando rastro de su forma anterior, como el pelo. En esta forma, la cara de Aizen se parte en dos retrayéndose a ambos lados de su cabeza dejando expuesto sus dientes y ojos (ahora estos completamente blancos). El cuerpo de Aizen ya no parece llevar ropa, siendo totalmente blanco, además de presentar en su pecho tres agujeros Hollow ubicados de forma vertical,[19] con la Hougyoku situada en el agujero superior. Las manos y los pies de Aizen se transforman en garras, a excepción de la mano derecha, que es la que está fundida con Kyoka Suigetsu, la cual se vuelve negra antes de llegar a la hoja. También sus alas sufren un cambio, adquiriendo ojos, además, en las alas superiores los extremos de sus alas obtienen lo que parecen ser máscaras Hollow, y en las inferiores, los extremos se alargan, tomando la forma de unas colas. En esta forma, Aizen ha demostrado las siguientes habilidades: 
  - Fuerza bruta incrementada: En esta forma su fuerza aumenta todavía más, ya que con una sola embestida es capaz de mandar a volar a Ichigo.
  - Fragor (フラゴール, Furagōru; "Estruendo/Clamor"): Con esta transformación, Aizen ha demostrado la capacidad de lanzar esferas de energía desde las máscaras hollow que están situadas en los extremos de sus alas, siendo el poder de sus Ceros increíblemente devastadores, capaces de crear grandes explosiones. La esfera que produce Aizen en esta transformación es de un color morado claro.
  - Ultrafragor (ウルトラフラゴール, Urutorafuragōru; "Ultra Clamor /Mas Allá del Estruendo/" ): Aizen rodea con sus alas al objetivo, luego se abren unos ojos en las mismas. Posteriormente las cabezas hollow crean unos anillos de reiatsu, rodeando por completo al objetivo. El poder real de esta técnica nunca fue visto en la serie.

## Recepción
Charles White, de IGN, comentó que el giro de trama que revela las verdaderas intenciones de Aizen es «fascinante e interesante», pero criticó que el poder de su zanpakutō sea tan abrumador y que el personaje no tenga defectos, además de que la traición esté planeada con tanto detalle, lo que resulta poco creíble. También, elogió que en el anime modifiquen su aspecto agradable por uno malvado, «sin hacer cambios en la animación en sí». Carl Kimlinger, de Anime News Network, comentó que la revelación de Aizen como antagonista es sumamente impredecible. No le agradó la escena en cuestión por su violencia, pero observó un desarrollo de personaje en Aizen. Theron Martin desde el mismo sitio notó que la mencionada secuencia lo convierte en uno de los «mayores bastardos en la historia del anime».[cita requerida] Bryce Coulter, de Mania Entertainment, señaló que ese episodio «hace que los espectadores lo detesten», por lo fácil que manipuló las acciones del resto de personajes hasta ese momento y por lo sencillo que le resultó derrotar a la mayoría de ellos.
En una revisión sobre acontecimientos posteriores, Carlo Santos, de Anime News Network, vio que Aizen se había vuelto «deliciosamente cruel» y que su técnica, mediante la cual es capaz de enfrentar a toda la Sociedad de Almas, hace que las batallas sean muy entretenidas. El analista consideró que el enfrentamiento entre Aizen e Ichigo que dio fin al papel del primero como villano es «predecible, pero satisfactorio». También opinó que, por la cantidad de años que llevó el plan de Aizen, no debió haber perdido tan rápidamente.